# Jackson Pollock
Paul Jackson Pollock (Cody, 28. siječnja 1912. – Springs, 11. kolovoza 1956.), američki slikar
U početku je bio ekspresionist, a kasnije prelazi na apstraktni izraz. Figura i predmet postaju ishodište slikarskog doživljaja, ali su transponirani u arabesku znakova i simbola. Izvršio je jak utjecaj na suvremeno slikarstvo i izvan SAD-a. Kako mu je popularnost rasla, to je više pio, kao i Jack Kerouac. U posljednjoj fazi svog rada na platno kaplje boje kistovima, a ne slika u pravom smislu te riječi, pa je dobio nadimak "Jack Kapatelj".
Poginuo je u 44. godini kada se autom zabio u drvo. Imao je dvije suputnice. Jednu je ubio, dok je druga preživjela.
Nakon smrti, iz ateljea su mu prodane slike koje on nije za to odredio.

## Rani život
Rodio se 28. siječnja 1912. na rancu Watkins u gradiću Cody, na sjeverozapadu države Wyoming, kao najmlađi od petorice sinova farmera LeRova McLurea Pollocka i kućanice Stelle May. Dok su se u potrazi za boljim životom selili u Arizonu i Californiju, majka se nadala kako joj sinovi neće završiti kao priprosti farmeri poput njenog muža. Suvremenici su kasnije za Pollockov problematičan karakter - nekonvencionalno odijevanje, nošenje duge kose, koja nije bila primjerena dobrim mladićima u to vrijeme, i stalno opiranje autoritetima - razloge nalazili u majčinom utjecaju. Naime, iako je sanjala da će joj sinovi postati umjetnici, nije im poklanjala niti dovoljno vremena, niti majčinske ljubavi. Osim toga, kako su se često selili, Jackson niti u jednom gradu nije stigao naći dobre prijatelje. U prvih deset godina njegova života, obitelj se, naime, selila deset puta, svaki put u drugi grad.

## Prvi radovi
Kad je nakon srednje škole Jackson Pollock rekao da želi studirati na Visokoj umjetničkoj školi Manual Arts u Los Angelesu, majka je bila presretna. No, prije Los Angelesa, Jackson je s bratom Charlesom, koji je također želio postati slikar, otišao u New York - i ondje ostao. Zajedno s bratom, 1930. upisao se u radionicu slikara Thomasa Harta Bentona koji je dosta utjecao na mladog slikara, kojemu su se sviđali i meksički muralisti, ali sve više i simbolisti te nadrealisti, osobito nakon stoje posjetio jednu Picassovu izložbu u New Yorku.
Poput mnogih mladih slikara Pollock je u to doba tražio vlastiti put, ali ga nije nalazio. No, zato je našao ljubav: 1936. je na nekoj zabavi upoznao četiri godine stariju slikaricu Leonore Krassner, Židovku ruskog podrijetla. Iako je njihov prvi susret bio potpuni fijasko, Pollock se nije predavao dok je nije osvojio. Njegovi prijatelji nisu se mogli načuditi toj zaluđenosti: Leonora Krassner bila je toliko nepoželjne vanjštine da su je ostali muškarci zaobilazili u širokom luku.
No, Pollocku je bila neodoljivo privlačna. Na prvom susretnu pozvao ju je na ples, a zatim ju je upitao tako glasno da su se sve glave okrenule: - Biste li se poseksali sa mnom?
Šokirana i posramljena, Leonore Krassner je pohitala kući. Pollock se svojski potrudio da je pronađe -a nedugo potom njih dvoje su počeli živjeti zajedno. U to je doba Leonora Krassner promijenila ime u Lee Krasner (misleći da će s "unisex" imenom lakše uspjeti u "muškom svijetu" umjetnosti). "Svom Pollocku", kako ga je zvala, pomogla je, pak, tako što ga je uvela u umjetničke krugove i upoznala s utjecajnim mecenama i kritičarima.
Uz njezinu pomoć Pollock je održao prvu samostalnu izložbu 1943. u galeriji The Art of This Century u New Yorku. Vlasnica galerije bila je Peggy Guggenheim, nećakinja bogataša Solomona Guggenheima, po kojem je nazvan Muzej umjetnosti Guggenheim na Manhattanu. Peggy Guggenheim poslije je smatrala da je ona najzaslužnija za "otkrivanje" Pollocka i do kraja života polagala je prava na njegova djela, sukobljavajući se pritom s Lee Krasner.
No, iako se njegovo ime sve češće spominjalo kad bi se poveo razgovor o "mladim slikarima koji obećavaju", Pollock je bio sve depresivniji. I kao mladić je patio od depresije, a sad je sve češće zapadao u beznadna stanja, pojačavana dugotrajnim opijanjima, zbog čega se nekoliko puta psihijatrijski liječio.

## Slikanje
U listopadu 1945. Pollock i Lee Krasner su se vjenčali. Istina, nije to bila Pollockova zamisao, no pristao je jer je te godine Lee Krasner umro otac koji ju je do kraja života tretirao kao gubitnicu. Nedugo nakon vjenčanja par se s Manhattana preselio u East Hampton na njujorškom Long Islandu. Živjeli su u drvenoj kući, a štagalj u velikom dvorištu Pollock je preuredio u slikarski atelijer u kojem je provodio cijele dane, ali sve češće i noći.
- Budio bi se kasno i onda još dva sata sjedio pored proklete šalice kave - ljutila se Krasnerova.
Iako je uvijek bila stroga kritičarka njegova rada, zanemarila je svoju karijeru i sve svoje vrijeme posvetila suprugu. Ohrabren, on je slikao sve više i sve bolje, te je, kao nikad dotad, počeo tražiti vlastiti stil. Pronašao ga je, kažu neki, sasvim slučajno. Prilikom oslikavanja nekog murala, zagledao se u kapi boje koje su s kista padale na pod i oduševio se onim stoje nastalo.
- Takva slika živi svojim životom - tvrdio je te odlučio pokušati napraviti sliku na isti način. Po podu je počeo postavljati ogromna platna i po njima izlijevao i nanosio boje, ponekad ih miješajući s materijalima poput pijeska ili smrvljenog stakla. Za slikanje je, osim šake i zgloba, koristio cijelo svoje tijelo, uz samo jedno pravilo: kistove, palete i ostali slikarski alat izbacio je iz upotrebe te se počeo služiti štapovima, zidarskim žlicama i kuhinjskim noževima.
- Na podu je sve jednostavnije, osjećam se bližim slici, kao njezin sastavni dio jer se na taj način mogu kretati oko nje, raditi sa sve četiri strane i, doslovno, ući u sliku - objasnio je.
Djela nastala tehnikom drippinga (kapanja) prikazana su prvi put na izložbi u galeriji Betty Parsons, 1949. Nova slikarska tehnika zaintrigirala je i publiku i stručnjake, pa iako su mnogi konzervativni kritičari tvrdili kako "to što on radi - nije slikarstvo", čak je i ugledni časopis Life objavio o njemu veliki afirmativan tekst pod naslovom " Je li on najveći živući slikar u Americi?"

## Prvi prijemi nove tehnike slikanja
Njegova tehnika rijetko je koga ostavljala ravnodušnim. Nasuprot onima koji su ga hvalili, na sva usta, našli su se njegovi najglasniji protivnici, konzervativni ljubitelji realizma, koji su tu tehniku proglasili umjetničkim terorom. Njihovi napadi kulminirali su nadimkom "Jack The Dripper" (Jack Kapač), koji je prvi put spomenut u magazinu Time 1956.
Pollockove apstrakcije zaintrigirale su i mladog studenta fotografije Hansa Namutha koji gaje poželio fotografirati i snimati na djelu. Pollock je pristao i obećao da će kad Namuth dođe k njemu početi slikati novo djelo, no kad se ovaj pojavio u dogovoreno vrijeme, Pollock mu se ispričao -jer je sliku već završio.
- U mukloj tišini, preko cijelog poda, ležalo je svježe naslikano platno. Primijetio sam da Pollock koncentrirano gleda u nj i odjednom, sasvim neočekivano, uzima limenku boje i počinje kružiti oko platna. Ništa mi nije trebao govoriti jer bilo je jasno kako je uočio da treba doraditi sliku. Tiho sam posegnuo za kamerom kako ga ne bih dekoncentrirao i počeo snimati. Njegovi u početku lagani pokreti pretvorili su se u ritmičan ples kad je platno počeo prskati crnom, bijelom i smeđom bojom. Potpuno je zaboravio da sam ja ondje.
Pola sata Pollock je neprekidno skakao po studiju. Kad se Namuth već počeo pitati odakle mu tolika energija, iznenada je stao i rekao:
- To je to.
Suradnja je nastavljena još jednim filmom kad je Namuth snimao iz žablje perspektive. Na filmu se vidi kako slika po staklu, njegovi pokreti, emocije na licu i tragovi boja koje cure.

## Zadnji period života
No, zadovoljstvo zbog toga što ga počinju cijeniti prekida tragedija: na jesen 1950. Pollockov liječnik dr. Edwin H. Heller, uz kojega je bio neizmjerno vezan, pogiba u prometnoj nesreći. Smrt čovjeka koji ga je najdulje uspijevao držati podalje od alkohola strahovito ga pogađa. Prekida apstinenciju i - to je početak njegova kraja. Iako se iste godine pridružio grupi avangardnih umjetnika pod nazivom The Irascibles, koji su potpisali protest protiv izložbene politike Umjetničkog muzeja Metropolitan, Pollock se sve manje posvećivao slikarstvu.
Kao da se u potpunosti predao alkoholu. Po cijele dane je pijančevao u Cedar Baru Manhattan gdje je upoznao i Ruth Klingman, umjetničku priležnicu i svoju buduću ljubavnicu. Pollockov studio u Springsu postao je njihovo ljubavno gnijezdo, bez obzira na to stoje njegova žena, Lee Krasner, cijelo vrijeme bila kod kuće. I ne samo to, navodno se tašta Ruth u kupaćem kostimu šepirila okolnim plažama toliko dugo dok Lee nije prekipjelo i u ljeto 1956. odlučila je na nekoliko tjedana otići u Pariz. Kao da je to jedva dočekala, Ruth Klingman se odmah doselila Pollocku. Vjerovala je da će se on razvesti i oženiti se njome, pa im je već počela organizirati zajednički život.
Najčešće ih je posjećivala njezina najbolja prijateljica, Edith Metzger. Ona je i autorica fotografije snimljene na posljednji dan Pollockova života, 11. kolovoza 1956., na kojoj Ruth Klingman u kupaćem kostimu sjedi u krilu Pollocku. Na večer toga dana trio je krenuo u obilazak krčmi. Kad su se vraćali kući, pijani Pollock zaustavio je automobil nasred raskršća i kazao kako se ne osjeća dobro. Ubrzo se pored njih zaustavio policajac, ali prepoznao je poznatog slikara i očito impresioniran produžio svojim putem, i ne opomenuvši ga. Pollock je nastavio voziti natrag prema Springsu, ali je pijan, točno u 22 sata i 15 minuta, na Fireplace Roadu, nedaleko od njegova imanja u East Hamptonu, sletio s ceste i udario u stabla. On i Edith Metzger ostali su na mjestu mrtvi, a Ruth Klingman bila je teško ozlijeđena.
Kad joj je telefonom u Pariz javljeno daje Pollock mrtav, Lee Krasner počela je histerično vikati. Tek nakon povratka iz Europe čula je sve detalje događaja, ali smogla je snage da sama organizira pokop. I Ruth Klingman je žarko željela prisustvovati ispraćaju, ali liječnici je nisu željeli pustiti iz bolnice. Zato je zamolila svoju sestru blizanku, Iris, da odjene njezinu haljinu i ode na pogreb umjesto nje. No, sestra je to odbila jer se previše bojala Lee Krasner.
Dugi niz godina kasnije Ruth Klingman je ovako opisala svog nekadašnjeg ljubavnika:
- S njim čovjek nikad nije bilo načistu. U jednom je trenutku bio agresivac, a već bi u sljedećem plakao kao malo dijete - kazala je prisjećajući se kako je suze na njegovu licu vidjela svaki put kada bi išla pogledati predstavu "U očekivanju Godota" Samuela Becketta.
Drugi su ga uspoređivali s dr. Jekyllom, znanstvenikom čiji je poznati alterego bio monstruozni Mr. Hyde u znanstveno-fantastičnom romanu H. G. Wellsa. No, do danas najpoznatija kulturološka usporedba glasi: Pollock je James Dean svijeta slikarstva, "buntovnik bez razloga" koji je od djetinjstva bio problematične naravi. Nije volio autoritete, nemarno se odijevao, vječno se sa svima svađao. Jeziva je koincidencija i sličan način na koji su poginuli i slikar i slavni glumac. Kao da su se obojica držala proročanske Deanove izreke. "Živi brzo, umri mlad i budi lijep leš".
Pollockova udovica, Lee Krasner, koja se, zbog potisnute kreativnosti te osjećaja nemoći pred njegovom depresijom, alkoholizmom i posljedičnim izljevima bijesa, nikako nije mogla riješiti vlastitih frustracija, konačno je osjetila spokoj. Ostatak života posvetila je slikanju i uspomeni na prerano poginulog partnera.
Lee Krasner umrla je 1984., u 75. godini. Pokopana je samo nekoliko metara od supruga, na zelenoj livadi groblja Green River u Springsu, New York. Njihove grobove označavaju dvije stijene.
Godinu dana poslije njezine smrti osnovana je Zaklada Pollock-Krasner, s ciljem da pomaže talentiranim slikarima u novcu, umjetničkim i poslovnim savjetima. Kuću na Long Islandu u kojoj su živjeli Jackson Pollock i Lee Krasner Amerikanci danas smatraju važnim mjestom nacionalne povijesti i ponosno je pokazuju turistima.

## Film
O slikarevu životu je 2000. snimljen film "Pollock". Za njega je napisao scenarij, režirao ga i glumio glavnu ulogu Ed Harris.
- Prije desetak godina o Pollocku nisam ništa znao. Čuo sam samo za njegovo ime, ali nisam imao pojma kakav je bio umjetnik. A onda mi je 1986. otac za rođendan poslao njegovu netom objavljenu biografiju s fotografijom na naslovnici i posvetom: "Nevjerojatno nalikuješ na njega. Razmisli, možda bi o njemu mogao snimiti film". Sa svakim pročitanim retkom knjige, sve više me intrigirao.
Harris je u knjizi "Jackson Pollock - Jedna američka saga" Stevena Naifeha i Gregorvja Whitea Smitha pronašao vrlo zahvalan materijal. U njemu se opisuje posljednjih 15 godina Pollockova života kad je postao slavan, propio se i poginuo u automobilskoj nesreći. Svoju je garažu preuredio u slikarski studio kako bi se što bolje upoznao s Pollockovom tehnikom "akcijskog slikanja", a kako bi što vjernije portretirao umjetnika koji je u posljednjim godinama života ogrezao u piću, nabacio je 15 suvišnih kilograma. Toliko se zdušno prihvatio uloge i režije filma o Pollocku da je zbog stresa u jednom trenutku kolabirao na setu i nakratko završio u bolnici. Uz Harrisovog ambicioznog, nesigurnog, egocentričnog i nasilnog Pollocka, u glumačkoj postavi bili su i Val Kilmer, Amy Madigan i Jennifer Connely. Za ulogu njegove muze, Lee Krasner, Marcia Gay Harden je 2001. nagrađena Oscarom kao najbolja sporedna glumica. Lik koji je evidentno dobro proučila i odglumila, ovako je opisala:
- Voljela je docirati, i zbog toga je bila teška osoba. No, kad je prepoznala Pollockov talent, potpuno mu se posvetila i pritom mu je dopuštala da je maltretira.

## Vanjske poveznice
- Pollock na Museum of Modern Art (MoMA)
- Pollock u Guggenheim NY
- Pollock na Museum Web Paris
- Pollock i zakon
- Razumijevanje apstraktne umjetnosti
- Quiz: Pollock or birds?  Arhivirana inačica izvorne stranice od 10. travnja 2009. (Wayback Machine)